# Ischnotoma antinympha
Ischnotoma antinympha är en tvåvingeart som först beskrevs av Alexander 1942.  Ischnotoma antinympha ingår i släktet Ischnotoma och familjen storharkrankar. Inga underarter finns listade i Catalogue of Life.